# اداره استعمار

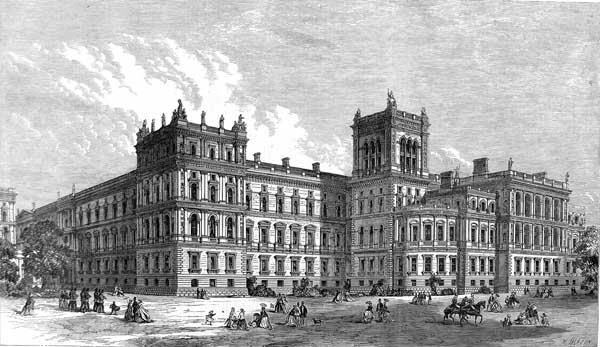
مقرهای دفاتر وزرارت خارجه، هند، کشور و استعماری واقع در خیابان وایت هال در سال ۱۸۶۶. در آن زمان این مکان توسط هر چهار اداره دولتی استفاده می‌شد. اکنون فقط توسط دفتر امور خارجه، مشترک المنافع و توسعه استفاده می‌شود.

دفتر استعماری یک اداره دولتی پادشاهی بریتانیای کبیر و بعداً بریتانیا بود که در ابتدا برای رسیدگی به امور استعماری آمریکای شمالی بریتانیا ایجاد شد، اما همچنین می‌بایست بر تعداد فزاینده مستعمرات امپراتوری بریتانیا نظارت می‌کرد. علیرغم نامش، دفتر استعماری هرگز مسئول تمام قلمروهای امپراتوری بریتانیا نبود. به عنوان مثال، قلمروهای تحت الحمایه زیر نظر وزارت خارجه قرار گرفت، و هند بریتانیا تا سال ۱۸۵۸ توسط کمپانی هند شرقی اداره می‌شد (راج بریتانیا در نتیجه شورش هند بر دفتر هند حکومت می‌کرد)، در حالی که نقش دفتر استعماری در امور قلمرو امپراتوری بریتانیا با گذشت زمان، تغییر کرد.
ریاست آن برعهده وزیر امورحارجه برای مستعمرات بود که به‌طور غیررسمی به عنوان وزیر مستعمرات نیز شناخته می‌شود.

## اولین دفتر استعماری (۱۷۶۸–۱۷۸۲)
قبل از سال ۱۷۶۸، مسئولیت امور مستعمرات بریتانیا بخشی از وظایف وزارت امور خارجه برای بخش جنوبی و کمیته شورای خصوصی معروف به هیئت تجارت و مزارع بود.
در سال ۱۷۶۸، به منظور رسیدگی به امور استعماری در آمریکای شمالی بریتانیا، اداره جداگانه آمریکایی یا استعماری تأسیس شد. اما با از دست دادن سیزده مستعمره آن، این بخش در سال ۱۷۸۲ منسوخ شد. مسئولیت مستعمرات باقی مانده به وزارت کشور داده شد و متعاقباً در سال ۱۸۰۱ به وزارت جنگ منتقل شد.

## اداره جنگ و استعمار (۱۸۰۱–۱۸۵۴)
اداره جنگ در سال ۱۸۰۱ زیر نظر وزارت جدید وزارت امور خارجه برای جنگ و مستعمرات، به اداره جنگ و استعمار تغییر نام داد. تا اهمیت روزافزون مستعمرات را منعکس کند. در سال ۱۸۲۵ یک پست جدید معاون وزیر امور خارجه برای مستعمرات در این وزارت ایجاد شد. رابرت ویلیام هی اولین نفری بود که بر این پست نصب شد. جانشینان او جیمز استفن، هرمان مریوال، فردریک راجرز، رابرت هربرت و رابرت هنری مید بودند.
از سال ۱۸۲۴، امپراتوری بریتانیا (به استثنای هند، که به‌طور جداگانه توسط کمپانی هند شرقی و سپس توسط راج بریتانیا اداره می‌شد) توسط دفتر جنگ و استعمار به بخش‌های اداری زیر تقسیم شد:

### آمریکای شمالی
- برمودا
- آمریکای شمالی بریتانیایی
- کانادا
- نیوفاندلند

### هند غربی
- جامائیکا
- جزایر بادگیر بریتانیا
- هندوراس بریتانیا
- هند غربی بریتانیا
- گویان بریتانیا
- جزایر لیوارد بریتانیا

### مدیترانه و آفریقا
- مالت
- جبل الطارق
- جزایر ایونی
- سیرالئون و قلعه‌های غرب آفریقا، کنسولگری در ایالات بربری
- کیپ کلونی (آفریقای جنوبی)

### مستعمرات استرالیا
- استرالیای جنوبی
- نیو ساوت ولز
- مستعمره رودخانه سوان (استرالیای غربی)
- سرزمین ون دیمن (تاسمانی)

### مستعمرات شرقی
- سیلان
- موریس

## دومین دفتر استعماری (۱۸۵۴–۱۹۶۶)
در سال ۱۸۵۴، اداره جنگ و استعمار به دو بخش تقسیم شد، اداره جنگ و اداره استعماری جدید، که به‌طور خاص برای رسیدگی به امور مستعمرات ایجاد شد و به وزیر امور خارجه مستعمرات سپرده شد. دفتر استعمار مسئولیتی در قبال تمام دارایی‌های بریتانیا در خارج از کشور نداشت: به عنوان مثال، راج بریتانیا و سایر سرزمین‌های بریتانیا در نزدیکی هند، از سال ۱۸۵۸ تحت اختیار اداره هند قرار داشتند. سایر کشورهای تحت الحمایه غیررسمی تر، مانند خدیوات مصر، تحت اختیار وزارت خارجه قرار گرفتند.
پس از ۱۸۷۸، زمانی که کمیسیون مهاجرت لغو شد، یک اداره مهاجرت در اداره استعمار ایجاد شد. این اداره در سال ۱۸۹۴، قبل از لغو کامل آن در سال ۱۸۹۶، با اداره کل ادغام شد.
استقلال فزاینده قلمرو امپراتوری بریتانیا - استرالیا، کانادا، نیوزلند، نیوفاندلند و آفریقای جنوبی - به دنبال کنفرانس امپراتوری ۱۹۰۷، منجر به تشکیل یک بخش جداگانه به قلمرو امپراتوری بریتانیا (Dominion) در دفتر استعمار شد. از سال ۱۹۲۵ به بعد، وزارت بریتانیا شامل یک وزیر خارجه جداگانه برای امور سلطه بود.
پس از کنفرانس قاهره که در مارس ۱۹۲۱ برگزار شد، اداره استعمار به عنوان جایگزین وزارت خارجه، مسئولیت اداره قیمومیت فلسطین را بر عهده گرفت.
در ۱۶ آوریل ۱۹۴۷، ایرگون بمبی را در دفتر استعمار قرار داد که منفجر نشد. این توطئه با بمب‌گذاری سفارت در سال ۱۹۴۶ ارتباط داده شد.
پس از استقلال هند و پاکستان در سال ۱۹۴۷، اداره سلطه با اداره هند ادغام شد و دفتر روابط مشترک المنافع را تشکیل داد.
در سال ۱۹۶۶، اداره روابط مشترک المنافع دوباره با اداره استعماری ادغام شد و اداره مشترک المنافع را تشکیل داد. دو سال بعد، این بخش خود با وزارت خارجه ادغام شد و وزارت امور خارجه و مشترک المنافع را تأسیس کرد.
ادره استعماری دفاتر خود را در ساختمان اصلی دفتر امور خارجه و مشترک المنافع در خیابان وایت هال داشت.

## بیشتر خواندن
- Beaglehole, J.C. (1941). "The Colonial Office, 1782–1854". Historical Studies: Australia and New Zealand. 1 (3): 170–189. doi:10.1080/10314614108594796.
- Egerton, Hugh Edward. A Short History of British Colonial Policy (1897) 610pp online
- Laidlaw, Zoë. Colonial connections, 1815-45: patronage, the information revolution and colonial government (Oxford University Press, 2005).
- McLachlan, N.D. (1969). "Bathurst at the Colonial Office, 1812–27: A reconnaissance∗". Historical Studies. 13 (52): 477–502. doi:10.1080/10314616908595394.
- Manning, Helen Taft (1965). "Who Ran the British Empire 1830-1850?". Journal of British Studies. 5: 88–121. doi:10.1086/385512.
- Shaw, A.G.L. (1969). "British Attitudes to the Colonies, ca. 1820-1850". Journal of British Studies. 9: 71–95. doi:10.1086/385581.